# Montsec
Montsec is een gemeente in het Franse departement Meuse (regio Grand Est) en telt 81 inwoners (2009). De plaats maakt deel uit van het arrondissement Commercy.
Bezienswaardig is het monument Butte de Montsec dat op een bergtop bij het plaatsje is gebouwd.

## Geografie
De oppervlakte van Montsec bedraagt 6,0 km², de bevolkingsdichtheid is dus 13,5 inwoners per km². De plaats ligt nabij Lac de Madine.
De onderstaande kaart toont de ligging van Montsec met de belangrijkste infrastructuur en aangrenzende gemeenten.

## Demografie
Onderstaande figuur toont het verloop van het inwonertal (bron: INSEE-tellingen).